# 尼特拉猶太會堂

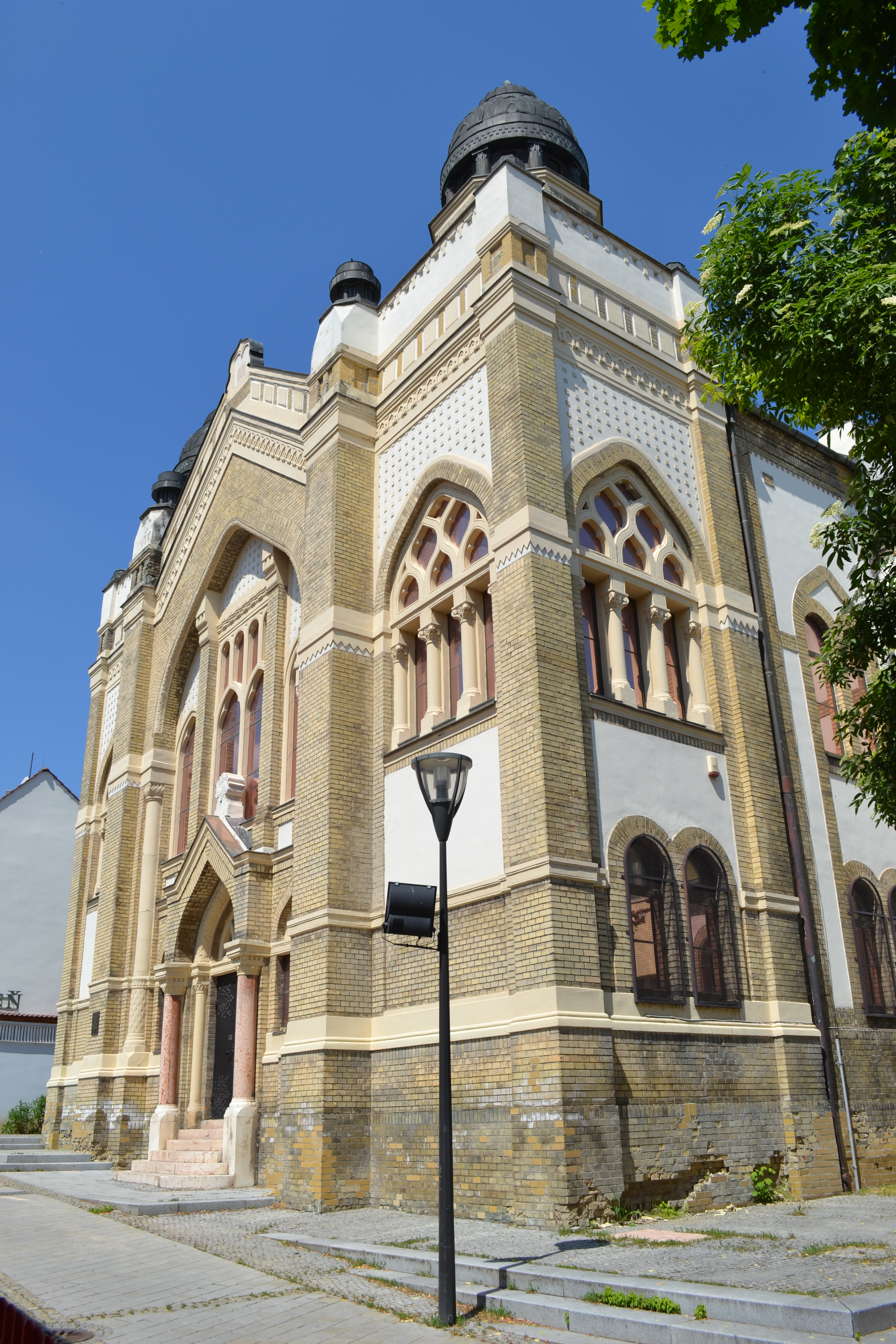
尼特拉猶太會堂

尼特拉猶太會堂是斯洛伐克城市尼特拉的一座歷史建築。這座猶太會堂修建於1908年至1911年期間，設計者是Lipót Baumhorn。建築融合了摩爾、拜占庭和新藝術風格。